# Clavariadelphus caespitosus
Clavariadelphus caespitosus är en svampart som beskrevs av Methven 1989. Clavariadelphus caespitosus ingår i släktet Clavariadelphus och familjen Clavariadelphaceae.   Inga underarter finns listade i Catalogue of Life.